# Elecciones municipales de Costa Rica de 2024
Las elecciones municipales de Costa Rica de 2024 fueron un evento electoral en que se llevó a cabo en el año 2024. Estas elecciones se destacan por ser un proceso democrático fundamental que determinará la composición de los gobiernos locales a nivel de cantones y distritos en todo el país para elegir todos los cargos municipales del país; alcaldes, regidores de los Concejos Municipales, síndicos de distrito, concejales de distrito y los intendentes de ocho distritos autónomos especiales, junto a sus respectivos suplentes en todos los casos. Estas elecciones serán las sextas elecciones municipales directas desde la reforma al Código Municipal de 1998 y las terceras en realizarse a medio período desde la reforma de 2009.
Serán las primeras elecciones municipales para los cantones de Puerto Jiménez y Monteverde, pasando de 82 a 84 cantones de la elección pasada.
Se caracterizaron por varios aspectos destacados y desafíos. El Tribunal Supremo de Elecciones (TSE) enfrentó una campaña de desinformación sin precedentes, que incluyó ataques digitales y esfuerzos para impedir la celebración de las elecciones. A pesar de esto, los comicios se llevaron a cabo sin mayores incidentes, aunque con un notable 68% de abstencionismo, lo que refleja una preocupante falta de interés en la participación política local.
El partido afín al gobierno, Aquí Costa Rica Manda no logró presentar candidatos a alcaldes debido a la separación del presidente Rodrigo Chaves del partido y la falta de cumplimiento de las normativas de paridad de género por parte de dos agrupaciones autodenominadas herederas del "Chavismo". Este fenómeno resultó en una ausencia de representación oficialista en las elecciones municipales, algo inusual en la política costarricense reciente.
Además, se implementaron varias innovaciones en estas elecciones, como la prohibición de la reelección indefinida para alcaldes, resultante de una reforma al Código Municipal, y la obligatoriedad de la paridad de género horizontal. A pesar de la baja participación, la jornada electoral transcurrió sin actos de violencia significativos, diferenciándose de otros países de la región.

## Cronograma electoral municipal

### 2022
De acuerdo al cronograma electoral en miras al proceso de elección popular de 2024, el Tribunal Supremo de Elecciones aprobó en sesión ordinar n.º 114-2022 el cronograma respectivo. El proceso se inicia en diciembre de 2022 con el último día para que el Poder Ejecutivo pueda modificar la División Territorial Administrativa, de acuerdo con la Ley n.° 6068 del 20 de julio de 1977. En febrero de 2023, se establece el plazo final para la presentación de solicitudes de inscripción de partidos políticos y para que los costarricenses por naturalización obtengan la carta de ciudadanía.

### 2023
En el año 2023 el cronograma comtempla una serie de procesos electorales que permiten tanto al Tribunal Supremo de Elecciones, como a los partidos políticos y ciudadanos llevar una secuencia de acontecimientos hacia las elecciones de febrero, así el cronograma destaca abril de 2023 como el mes en que el TSE fija el número de regidores por cantón, y junio como el límite para la división de distritos administrativos. Agosto de 2023 se convierte en un mes clave con múltiples plazos, incluyendo la inscripción de partidos políticos, la preparación de listas provisionales de electores y la renuncia de funcionarios públicos que buscan cargos municipales.
En septiembre de 2023, inicia el plazo para que los partidos políticos soliciten permisos para actividades proselitistas, y octubre destaca el plazo para la presentación de informes financieros de los partidos y la ratificación de candidatos por las asambleas superiores. Noviembre de 2023 marca hitos significativos, como el sorteo de la posición de los partidos en las papeletas y la confección de las listas definitivas de electores.

### 2024
El inicio de 2024 marca el comienzo oficial de la campaña electoral, con la convocatoria a elecciones municipales y la apertura para la inscripción de candidaturas. Se subraya la transparencia financiera de los partidos, con la obligación de rendir informes mensuales sobre donaciones. Las actividades proselitistas en espacios públicos requieren autorización a partir de esta fecha, y las obligaciones de transporte público se mantienen hasta cuarenta y cinco días después de las elecciones.
El plazo para la inscripción de candidaturas vence en enero de 2024, y febrero marca el inicio del registro de entidades que elaborarán encuestas político-electorales. La difusión de propaganda política se suspende temporalmente en enero, mientras que el TSE realiza los nombramientos de los integrantes de las juntas receptoras de votos en febrero. 
El día 3, se determina como la fecha límite para que el Registro Civil imprima las listas definitivas de electores. El 4 de enero se destaca como el plazo para que, en caso de que un integrante de una junta receptora de votos no se haya presentado a rendir juramento, el partido que lo designó pueda presentar un nuevo elector en los cinco días hábiles siguientes. El 8 de enero es el último día para que los partidos políticos o coaliciones inscritas soliciten la acreditación de sus fiscales, y el 10 de enero es el límite para que presenten al TSE las solicitudes de permiso para actividades proselitistas en lugares públicos.
El 20 de enero es una fecha clave con múltiples vencimientos, incluyendo la entrega del material electoral a las juntas cantonales, la distribución del padrón impreso por distrito electoral, y el plazo para solicitar sustituciones de fiscales. El 22 de enero marca el vencimiento del plazo para que los organismos o entidades soliciten la acreditación de observadores, y el 27 de enero se establece como la fecha límite para que todo el material electoral esté en poder de las juntas receptoras de votos.

Un stand en Paseo Colón, del partido cantonal por San José, Juntos.

El último día de enero, el 31, destaca como el límite para difundir o publicar encuestas y sondeos de opinión relacionados con el proceso electoral, así como la finalización de la difusión de propaganda política en medios de comunicación colectiva. Febrero de 2024 culmina con las elecciones municipales el 4 de febrero, donde los ciudadanos votarán para elegir alcaldes, vicealcaldes, regidores, síndicos, concejales de distrito, intendente, viceintendente y concejales municipales de distrito.
Marzo de 2024 establece el 20 como el plazo para que los partidos políticos incluyan gastos justificables generados por su participación en el proceso electoral, a fin de obtener la contribución estatal. Abril de 2024 destaca el 4 como la fecha límite para concluir el escrutinio de las diferentes autoridades municipales, y mayo de 2024 señala el 1 como el día de la toma de posesión de los cargos de elección popular a nivel municipal. A partir del 5 de mayo, el TSE vuelve a quedar conformado con tres magistrados propietarios, según lo establecido en la Constitución Política y la legislación correspondiente.

## Padrón electoral

Cantones y distritos de Costa Rica

El padrón electoral para el 2024 consta aproximadamente de 3 570 807 electores. 
| Provincia  | Total     | Hombres   | Mujeres   |
| San José   | 1 170 818 | 569 124   | 601 694   |
| Alajuela   | 700 531   | 352 544   | 347 987   |
| Cartago    | 418 485   | 207 171   | 211 314   |
| Heredia    | 365 583   | 179 076   | 186 507   |
| Guanacaste | 268 431   | 134 987   | 133 444   |
| Puntarenas | 342 368   | 174 257   | 168 111   |
| Limón      | 304 591   | 155 488   | 149 103   |
| Total      | 3 570 807 | 1 772 647 | 1 798 160 |

### Información al ciudadano elector
Los ciudadanos electores pueden informarse de sus Juntas Receptoras de votos a través de diversos sistemas establecidos por el Tribunal Supremo de Elecciones, como las llamadas gratuitas al 1020 para consultar con el número de cédula la mesa electoral donde el ciudadano se encuentra inscrito. A través de mensaje de texto al 1020, escribiendo el número de cédula, en el sitio web del Tribunal, en la aplicación #VotanteInformadoCr, donde se encuentra información de los diversos partidos políticos del cantón, así como otros datos de interés al ciudadano.

## Participación política

Celebración del triunfo del partido cantonal Avance Isidreño en San Isidro, Heredia.

Organizadas por el Tribunal Supremo de Elecciones (TSE), que es el órgano constitucional superior encargado de la organización de los procesos electorales en el país. La fecha exacta de las elecciones se estableció 4 de febrero de 2024, de acuerdo con el calendario electoral de Costa Rica.

### Cargos en disputa
En estas elecciones, se elegirán alcaldes y concejos municipales en los diversos cantones y distritos de Costa Rica. Esto incluye un amplio número de puestos, ya que en el país existen múltiples cantones con sus respectivos municipios. De acuerdo al Plan General de Elecciones Municipales los puestos que los ciudadanos costarricenses elegirán en las elecciones del 4 de febrero son:
| Puesto                                                     | Cantidad de puestos |
| Alcaldías                                                  | 84                  |
| Vicealcaldías primera                                      | 84                  |
| Vicealcaldías segunda                                      | 84                  |
| Intendencias                                               | 7                   |
| Viceintendencias                                           | 7                   |
| Regidurías propietarias                                    | 518                 |
| Regidurías suplentes                                       | 518                 |
| Sindicaturas propietarias                                  | 491                 |
| Sindicaturas suplentes                                     | 491                 |
| Miembros Concejalías de Distritos propietarios             | 1936                |
| Miembros Concejalías de Distritos suplentes                | 1936                |
| Miembros Concejalías Municipales de Distritos propietarios | 28                  |
| Miembros Concejalías Municipales de Distritos suplentes    | 28                  |
| Total                                                      | 6212                |

Cada uno de los puestos elegidos conforman el concejo municipal del cantón, de acuerdo a la Constitución Política de Costa Rica:

La administración de los intereses y servicios locales en cada cantón, estará a cargo del Gobierno Municipal, formado de un cuerpo deliberante, integrado por regidores municipales de elección popular, y de un funcionario ejecutivo que designará la ley.
Constitución Política de Costa Rica, art. 169

Así mismo, el Código Municipal que organiza todo el accionar de los gobiernos locales, expone:

El gobierno municipal estará compuesto por un cuerpo deliberativo denominado Concejo e integrado por los regidores que determine la ley, además, por un alcalde y su respectivo suplente, todos de elección popular.
Código Municipal, art. 12

Por ende, es importante para el proceso electoral la promoción de la participación ciudadana en búsqueda del menor porcentaje posible de abstencionismo. De todos los distritos electorales del país, solamente el distrito X del Cantón de Puntarenas que corresponde a la Isla del Coco no se realizan votaciones para gobiernos locales, la razón, según la Resolución 2571-E8-2008 del Tribunal Supremo de Elecciones, los magistrados Luis Sobrado, Eugenia Zamora y Max Esquivel:

La representación política: La representación política, que permite actuar la soberanía popular por intermedio de órganos de deliberación y decisión integrados democráticamente, existe en función y tiene como presupuesto lógico, las poblaciones como realidad social y la ciudadanía de algunos de sus miembros como estatus jurídico. Donde no hay población no puede haber ciudadanía y, ante la inexistencia de ciudadanía, la representación política pierde todo su sentido.

Según el artículo 54 del Código Municipal, cada distrito administrativo del país debe estar representado por un concejo de distrito. Específicamente, uno de sus miembros, el síndico, representará al distrito ante el concejo municipal del cantón. Como se indicó en el considerando segundo de la presente resolución, el distrito es la circunscripción electoral más pequeña en Costa Rica. Sin embargo, la Isla del Coco es el único distrito administrativo del país que no es, a la vez, circunscripción electoral. No lo es ahora, en tanto fue declarado en 1978 Parque Nacional. Con esa declaración, su territorio fue puesto bajo un régimen que imposibilita el desarrollo urbanístico y, por ende, poblacional.
En la Isla del Coco puede haber, al momento de realizarse una votación nacional, ciudadanos con el derecho fundamental de ejercer el sufragio. Esa es la razón para reconocer allí un distrito electoral e instalar una junta receptora de votos. Pero eso no significa que la Isla tenga población (que implica residencia permanente), ni una ciudadanía propia que exija ser representada. No siendo circunscripción electoral, no tiene justificación el ejercicio del sufragio pasivo en relación a ella.
Esa fue, en parte, la inteligencia que este Tribunal expresó en la resolución n° 3288-E-2006 de las 9:55 horas del 17 de octubre de 2006 en la que, ante la pretensión de una agrupación política de inscribir una candidatura a síndico por el Distrito X del Cantón Puntarenas, dijo:
“(…) cabe tener en cuenta que, al carecer dicha isla de residentes permanentes, resulta improcedente la instalación de un concejo de distrito y el nombramiento de síndico.”.

Las consecuencias de lo hasta aquí avanzado son evidentes: los partidos políticos ni deben ni pueden celebrar asambleas distritales en la Isla del Coco, ni para su inscripción ni para la renovación de sus estructuras ni para la designación de candidaturas. En el Distrito X del Cantón Puntarenas, Isla del Coco, el único ejercicio político electoral posible es la emisión del voto.
Resolución 2571-E8-2008

La participación política de los investigadores presentes en la Isla del Coco se presenta solamente para el sufragio de las elecciones nacionales para elección de presidente y vicepresidentes, así como diputaciones.

### Partidos políticos

Celebración en Nicoya por el partido cantonal Gran Nicoya

Costa Rica cuenta con una diversidad de partidos políticos, tanto a nivel nacional como provincial y cantonal. Actualmente, hay inscritos 161 partidos políticos, de los cuales 34 son nacionales, 22 provinciales y 105 cantonales.

### Sistema electoral
El sistema electoral de Costa Rica tiene sus particularidades y se basa en un sistema de representación proporcional que permite una amplia diversidad de partidos y movimientos políticos en el escenario electoral del país.
En esta ocasión será la primera vez que no habrá reelección no limitada por lo que un total de solo 42 alcaldes podrán reelegirse pues los otros 47 no podrán reelegirse pues el máximo de 8 años tras la reforma aprobada en el primer debate el expediente 21.810, que es una reforma al artículo 14 del Código Municipal para impedir la reelección continua de los alcaldes solo permitiendo una única reelección consecutiva.

## Observación electoral
De acuerdo al Reglamento para la Observación de Procesos Electivos y Consultivos:

La observación se llevará a cabo por medio de observadores, nacionales o internacionales, previamente acreditados por el Tribunal Supremo de Elecciones, de acuerdo con lo establecido en la ley y en este reglamento.
Tribunal Supremo de Elecciones, Reglamento para la Observación de Procesos Electivos y Consultivos, art. 1

Los observadores electorales según dicho reglamento, no tienen atribuciones que le competen al TSE, por lo que su papel es meramente de vigilantes del proceso electoral el día de los comicios. En el caso de los observadores nacionales, estos deben ser costarricenses en ejercicio de sus derechos, y no pueden tener participación en procesos concretos del Tribunal como fiscales, tampoco con ningún partido político. Los observadores, son según su naturaleza nacionales o internacionales, debidamente acreditados.
La observación electoral internacional estará presente en las elecciones municipales, así lo anunció el TSE a través de diversos comunicados. La OEA tendrá presencia de 14 miembros de la Misión de Observación. Según el Tribunal Supremo de Elecciones:

Mediante este convenio, el TSE garantiza al grupo de la OEA, condiciones de seguridad, libre acceso a la información, desplazamiento en todo el territorio nacional e ingreso a los centros de votación, desde la instalación de las juntas receptoras de votos, hasta el final del definitivo conteo de los votos.
Tribunal Supremo de Elecciones

Asegura el Tribunal con estos convenios de observación la permanencia de organismos internacionales que velan por la democracia de la región, como la Organización de Estados Americanos al que Costa Rica está inscrito. 

## Voto electrónico
Por primera vez en Costa Rica se llevará a cabo un proyecto piloto de voto electrónico en diversas Juntas Receptoras de Votos a lo largo del país. El sistema de voto electrónico no ha sido bien recibido por una gran parte de la población, sobre todo personajes políticos. De acuerdo con el Tribunal Supremo de Elecciones la distribución de las máquinas electrónicas para dicho voto estarán distribuidas de la siguiente manera:
| Provincia  | Cantón              | Distrito electoral   | Cantidad de Juntas |
| ---------- | ------------------- | -------------------- | ------------------ |
| Cartago    | Paraíso             | Paraíso              | 28                 |
| San José   | Moravia             | San Vicente          | 25                 |
| San José   | Escazú              | San Antonio          | 22                 |
| Cartago    | Central             | Oriental             | 22                 |
| San José   | Escazú              | Escazú               | 21                 |
| Guanacaste | Santa Cruz          | Santa Cruz           | 21                 |
| Limón      | Pococí              | Guapiles             | 21                 |
| Alajuela   | Grecia              | Grecia               | 20                 |
| Cartago    | La Unión            | Tres Ríos            | 20                 |
| Cartago    | El Guarco           | El Tejar             | 19                 |
| Cartago    | Oreamuno            | San Rafael           | 19                 |
| San José   | Vázquez de Coronado | San Isidro           | 18                 |
| Cartago    | Central             | Guadalupe o Arenilla | 18                 |
| Heredia    | Central             | Mercedes Norte       | 18                 |
| Guanacaste | Liberia             | San Roque            | 18                 |
| Alajuela   | San Ramón           | San Ramón            | 17                 |
| Cartago    | Central             | Occidental           | 16                 |
| Limón      | Guácimo             | Guácimo              | 16                 |
| San José   | Alajuelita          | Alajuelita           | 15                 |
| San José   | Mora                | Colón                | 15                 |
| Heredia    | San Pablo           | San Pablo            | 15                 |
| Guanacaste | Nicoya              | Nicoya               | 15                 |
| Puntarenas | Esparza             | Esparza              | 15                 |
| San José   | Puriscal            | Santiago             | 14                 |
| San José   | Santa Ana           | Pozos                | 14                 |
| Heredia    | San Rafael          | San Rafael           | 14                 |
| San José   | Montes de Oca       | Sabanilla            | 12                 |
| San José   | Curridabat          | Curridabat           | 11                 |

La justificación del Tribunal sobre el plan piloto de papeleta única electrónica es que se llevará a cabo en lugares estratégicos, específicamente en sitios con mayor participación electoral en elecciones anteriores. Esta iniciativa representa un paso hacia la modernización y eficiencia del proceso electoral en Costa Rica, respondiendo a la dinámica cambiante y a la necesidad de adaptarse a los retos actuales en el ámbito electoral. 
El contexto actual del aumento en la cantidad de partidos políticos y el crecimiento del padrón electoral en Costa Rica ha generado la necesidad de buscar soluciones que optimicen el proceso electoral. En la década de 1950, Costa Rica contaba con 300 mil votantes y alrededor de cuatro partidos; sin embargo, en la actualidad, el padrón electoral supera los tres millones y medio de personas con alrededor de 160 partidos políticos inscritos. Además, el incremento en la participación de partidos ha afectado la eficiencia en el cierre de votación y en el procesamiento de la información electoral.

## Sobre los participantes a alcaldes

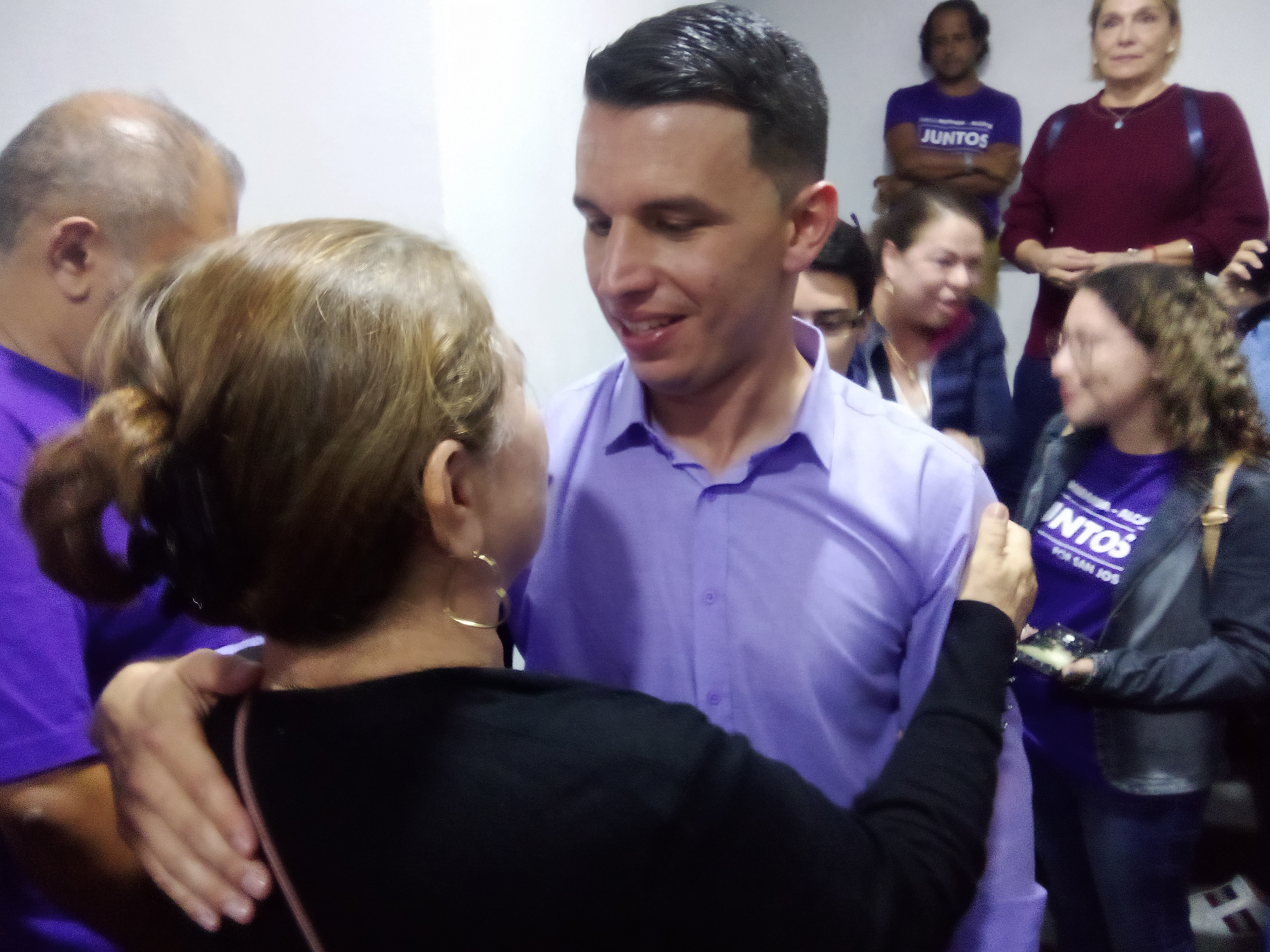
Celebración con simpatizante tras ser anunciado como el alcalde electo Diego Miranda por la capital San José acabando con 33 años de dominio electoral liberacionista desde 1991.

Según diversas investigaciones de los medios de comunicación sobre el proceso electoral de febrero de 2024, se detectan causas penales abiertas contra participantes de los partidos políticos que participan en los comicios. Así en total 53 candidatos en su mayoría del Partido Liberación Nacional y Partido Unidad Social Cristiana tienen causas en curso. De las 78 causas abiertas, 15 candidatos tienen más de una causa abierta. Los delitos que se estudian son: incumplimiento de deberes (15 candidatos): desobediencia (4 candidatos); tráfico de influencias (4 candidatos); nombramiento ilegal (4 candidatos); prevaricato (3 candidatos); influencia en contra de la Hacienda Pública (1 candidato); falsificación de documentos públicos y auténticos (1 candidato)
De acuerdo a la procedencia de las causas abiertas se organizan de la siguiente manera:
| Provincia  | Nombre del funcionario               | Partido político                      | Cantón que representa | Causa abierta                                                      | Cantidad de causas |
| Alajuela   | Humberto Gerardo Soto Herrera        | Partido Nuestro Pueblo                | Alajuela              | Desobediencia                                                      | 1                  |
| Alajuela   | Marcos Vinicio Solís Rodríguez       | Nueva República                       | Los Chiles            |                                                                    |                    |
| Alajuela   | Katerine Mayela Ramírez González     | Partido Liberación Nacional           | Palmares              | Incumplimiento de deberes                                          | 1                  |
| Alajuela   | Aura Yamileth López Obregón          | Partido Unidad Social Cristiana       | Upala                 | Incumplimiento de deberes                                          | 1                  |
| Alajuela   | Nora María Suárez Cruz               | Partido Unidad Social Cristiana       | Grecia                |                                                                    |                    |
| Alajuela   | Guadalupe María Cubero Arredondo     | Partido Republicano Social Cristiano  | Palmares              |                                                                    |                    |
| Alajuela   | Roberto Hernán Thompson Chacón       | Partido Liberación Nacional           | Alajuela              | Desobediencia                                                      | 1                  |
| Alajuela   | Maikol Gerardo Porras Morales        | Partido Alianza por Sarchí            | Sarchí                |                                                                    |                    |
| Heredia    | Jorge Eduardo Arias Santamaría       | Partido Bienestar Rafaeleño           | San Rafael            |                                                                    |                    |
| Heredia    | Roberto González Rodríguez           | Movimiento Avance Santo Domingo       | Santo Domingo         | Incumplimiento de deberes                                          | 1                  |
| Heredia    | Víctor Manuel Hidalgo Solís          | Partido Liberación Nacional           | Santa Bárbara         | Incumplimiento de deberes                                          | 1                  |
| Heredia    | Sider Hernández Campos               | Partido Unidad Social Cristiana       | San Rafael            |                                                                    |                    |
| Heredia    | Bernardo Porras López                | Partido Unidad Social Cristiana       | San Pablo             | · Prevaricato                                                      | 1                  |
| Limón      | Roger Maynor Rivera Mora             | Partido Justicia Social Costarricense | Limón                 |                                                                    |                    |
| Limón      | Heyner Jiménez Dinarte               | Partido Nuestro Pueblo                | Guácimo               |                                                                    |                    |
| Limón      | Frank Alberto McKenzie Peterkin      | Partido Nueva República               | Limón                 |                                                                    |                    |
| Limón      | Rugeli Morales Rodríguez             | Partido Unidad Social Cristiana       | Talamanca             |                                                                    |                    |
| Limón      | Wálter Céspedes Salazar              | Partido Unidad Social Cristiana       | Matina                | · Falsificación de documentos públicos y auténticos                | 1                  |
| Limón      | Ana Margarita McCalla                | Partido Unidos Podemos                | Limón                 | Incumplimiento de deberes                                          | 2                  |
| Cartago    | Mario Redondo Poveda                 | Partido Actuemos Ya                   | Cartago               | · Nombramiento ilegal · Prevaricato                                | 2                  |
| Cartago    | Juan Luis Hernández Fuertes          | Nueva Generación                      | Cartago               |                                                                    |                    |
| Cartago    | Carlos Hidalgo Flores                | Partido Nueva Generación              | Turrialba             |                                                                    |                    |
| Cartago    | Cristian Torres Garita               | Partido Liberación Nacional           | La Unión              | · Incumplimiento de deberes · Tráfico de influencias               | 2                  |
| Puntarenas | Óscar Armando Underwood Carvajal     | Partido Liberación Nacional           | Parrita               |                                                                    |                    |
| Puntarenas | Robert Villalobos Acosta             | Partido Unidos Podemos                | Monteverde            |                                                                    |                    |
| Puntarenas | Ronald Sánchez Vega                  | Partido Liberación Nacional           | Quepos                | Incumplimiento de deberes                                          | 1                  |
| Puntarenas | Juan Abel Beteta Campos              | Partido Liberación Nacional           | Montes de Oro         |                                                                    |                    |
| Puntarenas | Francisco González Madrigal          | Partido Pueblo Garabito               | Garabito              |                                                                    |                    |
| Puntarenas | Randall Alexis Chavarría Matarrita   | Partido Unidad Social Cristiana       | Puntarenas            | · Incumplimiento de deberes. · Desobediencia                       | 2                  |
| San José   | Olman Adrián Álvarez Zamora          | Alianza Democrática Nacional          | Aserrí                | · Influencia contra la Hacienda Pública                            | 1                  |
| San José   | José Martín Zamora Cordero           | Alianza por San José                  | San José              | · Nombramiento ilegal                                              | 1                  |
| San José   | Carlomagno Gómez Ortiz               | Partido Ecológico Escazuceño          | Escazú                | Incumplimiento de deberes                                          | 1                  |
| San José   | Luis Diego Miranda Méndez            | Juntos San José                       | San José              | · Tráfico de influencias                                           | 1                  |
| San José   | Rodrigo Jiménez Cascante             | Partido Liberal Progresista           | Mora                  | Incumplimiento de deberes                                          | 1                  |
| San José   | Lizzett Lorena Rodríguez Gamboa      | Partido Nuestro Pueblo                | Tibás                 | Incumplimiento de deberes                                          | 1                  |
| San José   | Iris Cristina Arroyo Herrera         | Partido Liberación Nacional           | Puriscal              | · Desobediencia · Tráfico de influencias                           | 2                  |
| San José   | Patricia Marín Gómez                 | Partido Liberación Nacional           | San José              |                                                                    |                    |
| San José   | José Pablo Cartín Hernández          | Yunta Escazuceña                      | Escazú                | Incumplimiento de deberes                                          |                    |
| San José   | José Alejandro Alvarado Vega         | Partido Liberación Nacional           | Tibás                 | · Incumplimiento de deberes · Nombramiento ilegal                  | 2                  |
| San José   | Gustavo Adolfo Carvajal              | Unidos Podemos                        | Curridabat            | · Incumplimiento de deberes · Tráfico de influencias · Prevaricato | 3                  |
| San José   | Carlos Murillo Rodríguez             | Partido Unidad Social Cristiana       | Goicoechea            | · Nombramiento ilegal                                              | 1                  |
| San José   | Alexander Enrique Cascante Alvarado  | Partido Progreso Social Democrático   | Goicoechea            |                                                                    |                    |
| Guanacaste | Melissa de los Ángeles Bulakar Herra | Partido Unión Guanacasteca            | Cañas                 |                                                                    |                    |
| Guanacaste | Carlos Armando Martínez Arias        | Partido Gran Nicoya                   | Nicoya                |                                                                    |                    |
| Guanacaste | Heriberto Cubero Morera              | Partido Liberación Nacional           | Abangares             |                                                                    |                    |
| Guanacaste | Kendall Mauricio Zumbado Arrieta     | Partido Liberal Progresista           | Santa Cruz            |                                                                    |                    |

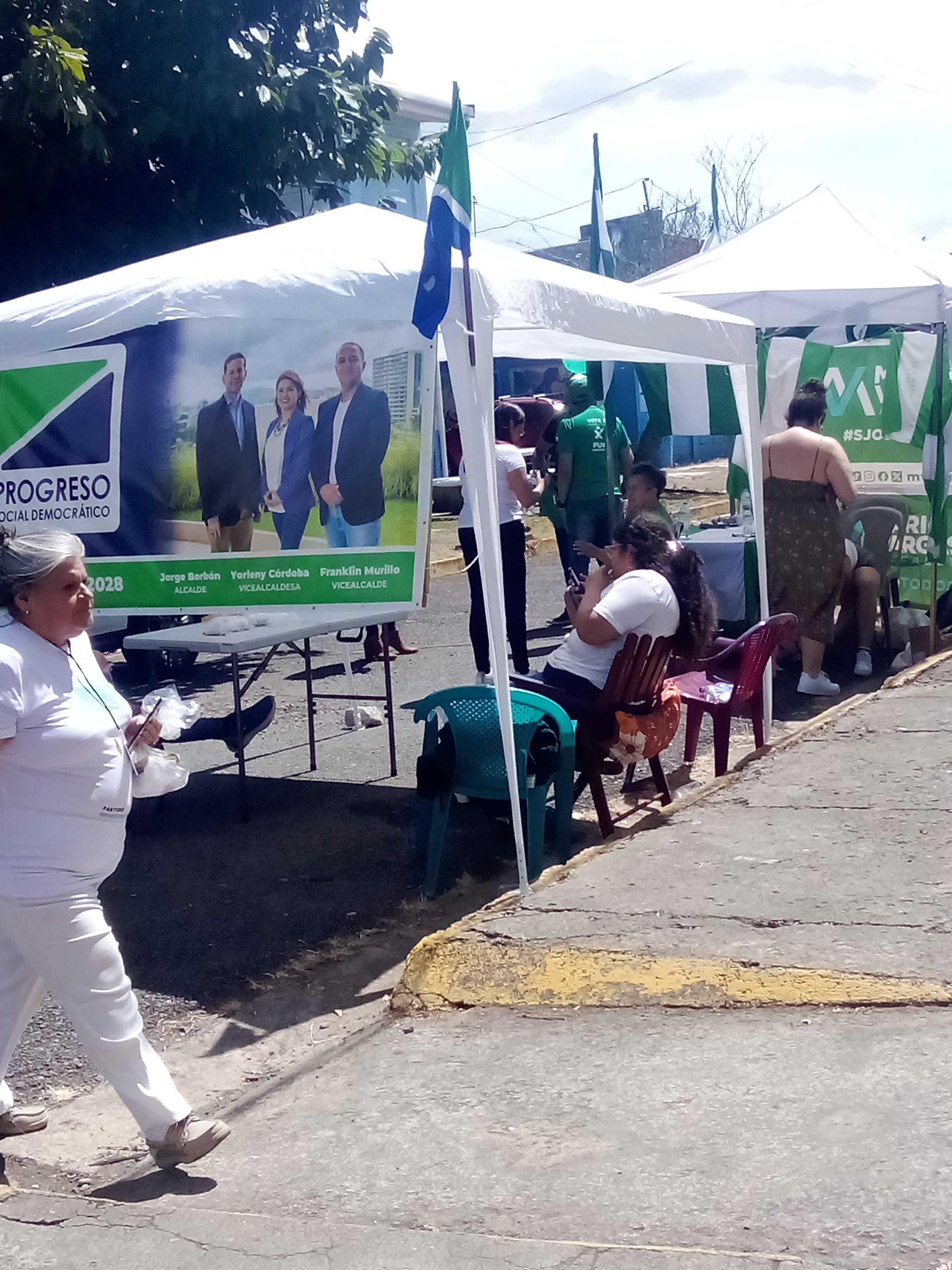
Stand en Barrio México del Partido Progreso Social Demócratico

- El Tribunal Supremo de Elecciones han determinado que los partidos Pueblo Soberano y Aquí Costa Rica Manda (un partido escisión del Partido Progreso Social Democrático oficialista y de postura cercana a la figura del gobierno y presidente de Rodrigo Chaves Robles), se quedarian sin candidaturas a alcaldes y sindicos por fallar en la paridad de género, nueva ley que busca que sin un partido escala nacional ponga una cantidad similar de candidatos entre mujeres y hombres en los mismos puestos sean alcalde y sindicos. También el TSE excluyó al partido Alianza Costa Rica Primero debido a que los magistrados electorales respaldaron una resolución previa de la Dirección General de Registro Electoral y Financiamiento de Partidos Políticos (DGRE), que dio por no celebrada la sesión, en vista de que no se alcanzó el cuórum necesario para que los acuerdos cuenten con validez legal ya que en la asamblea asistieron 35 de los 39 representantes requeridos.[17]

## Puestos elegidos en las votaciones
De acuerdo a los resultados de las elecciones municipales 2024, los puestos electos para representación popular son los siguientes:
| Provincia  | Cantón              | Alcalde elegido                    | Partido de pertenencia        | Edad |
| ---------- | ------------------- | ---------------------------------- | ----------------------------- | ---- |
| San José   | San José            | Diego Miranda Méndez               | Juntos por San José           | 33   |
| San José   | Escazú              | Orlando Esteban Umaña              | PNG                           | 49   |
| San José   | Desamparados        | María Antonieta Naranjo Brenes     | PLN                           | 69   |
| San José   | Puriscal            | Iris Cristina Arroyo Herrera       | PLN                           | 40   |
| San José   | Tarrazú             | Fernando Portuguez Parra           | PUSC                          | 53   |
| San José   | Aserrí              | Patricia Porras Segura             | PLN                           | 62   |
| San José   | Mora                | Adolfo Jiménez Cascante            | PLP                           | 39   |
| San José   | Goicoechea          | Fernando Chavarría Quirós          | PLN                           | 36   |
| San José   | Santa Ana           | Juan José Vargas Fallas            | PUSC                          | 64   |
| San José   | Alajuelita          | María Siles Fernández              | PNG                           | 61   |
| San José   | Vázquez de Coronado | Yamileth Quesada Zúñiga            | PLN                           | 55   |
| San José   | Acosta              | Nelson Umaña Quirós                | PLN                           | 39   |
| San José   | Tibás               | Alejandro Alvarado Vega            | PLN                           | 31   |
| San José   | Moravia             | Diego Armando López López          | Somos Moravia                 | 37   |
| San José   | Montes de Oca       | Domingo Argüello García            | PUSC                          | 51   |
| San José   | Turrubares          | Martín Vargas Calderón             | UP                            | 56   |
| San José   | Dota                | Adrián Cordero Cordero             | PUSC                          | 43   |
| San José   | Curridabat          | Errol Solano Bolaños               | Curridabat Siglo XXI          | 32   |
| San José   | Pérez Zeledón       | Emiliano Ceciliano Alfaro          | PUSC                          | 37   |
| San José   | León Cortés Castro  | Juan Manuel Quirós Sánchez         | FA                            | 59   |
| Alajuela   | Alajuela            | Roberto Thompson Chacón            | PLN                           | 63   |
| Alajuela   | San Ramón           | Gabriela Jiménez Corrales          | PUSC                          | 35   |
| Alajuela   | Grecia              | Donald Quesada Rodríguez           | UP                            | 53   |
| Alajuela   | San Mateo           | Karen Tatiana Alfaro Jiménez       | PLN                           | 34   |
| Alajuela   | Atenas              | Máximo Chaves Ovares               | PPSD                          | 65   |
| Alajuela   | Naranjo             | Randall Vega Blanco                | PLN                           | 48   |
| Alajuela   | Palmares            | José Andrés Vargas Rodríguez       | Palmares Primero              | 43   |
| Alajuela   | Poás                | Heibel Antonio Rodríguez Araya     | PUSC                          | 62   |
| Alajuela   | Orotina             | Margot Montero Jiménez             | PLN                           | 58   |
| Alajuela   | San Carlos          | Juan Diego González Picado         | PLN                           | 41   |
| Alajuela   | Zarcero             | Gina Rodríguez Rojas               | PLN                           | 43   |
| Alajuela   | Sarchí              | Maikol Porras Morales              | Alianza por Sarchí            | 38   |
| Alajuela   | Upala               | Aura López Obregón                 | PUSC                          | 60   |
| Alajuela   | Los Chiles          | Juan Abel Beteta Ocampo            | PLN                           | 58   |
| Alajuela   | Guatuso             | Carlos Sequeira Orozco             | PUSC                          | 33   |
| Alajuela   | Río Cuarto          | José Miguel Jiménez Araya          | PLN                           | 41   |
| Cartago    | Cartago             | Mario Redondo Poveda               | Actuemos Ya                   | 61   |
| Cartago    | Paraíso             | Michaell Álvarez Quirós            | UP                            | 38   |
| Cartago    | La Unión            | Cristian Torres Garita             | PLN                           | 49   |
| Cartago    | Jiménez             | Ana Isabel Azofeifa Pereira        | PLN                           | 51   |
| Cartago    | Turrialba           | Carlos Eduardo Hidalgo Flores      | PNG                           | 41   |
| Cartago    | Alvarado            | Karol Fabiola Granados Martínez    | UP                            | 38   |
| Cartago    | Oreamuno            | Erick Mauricio Jiménez Valverde    | UP                            | 35   |
| Cartago    | El Guarco           | Víctor Hugo Monestel Tencio        | PLN                           | 56   |
| Heredia    | Heredia             | Ángela Ileana Aguilar Vargas       | PLN                           | 55   |
| Heredia    | Barva               | Jorge Antonio Acuña Prado          | PRSC                          | 39   |
| Heredia    | Santo Domingo       | Jorge Luis Fonseca Fonseca         | PLN                           | 58   |
| Heredia    | Santa Bárbara       | Víctor Manuel Hidalgo Solís        | PLN                           | 37   |
| Heredia    | San Rafael          | Jorge Eduardo Arias Santamaría     | Bienestar Rafaeleño           | 34   |
| Heredia    | San Isidro          | Eddie Ramírez Sánchez              | Avance Isidreño               | 33   |
| Heredia    | Belén               | Zeneida Chaves Fernández           | PUSC                          | 52   |
| Heredia    | Flores              | Eder José Ramírez Segura           | PLN                           | 39   |
| Heredia    | San Pablo           | Bernardo Porras López              | PUSC                          | 62   |
| Heredia    | Sarapiquí           | Vanessa Rodríguez Rodríguez        | PLN                           | 33   |
| Guanacaste | Liberia             | José Javier Calvo Darcia           | PLN                           | 35   |
| Guanacaste | Nicoya              | Carlos Armando Martínez Arias      | La Gran Nicoya                | 40   |
| Guanacaste | Santa Cruz          | Jorge Arturo Alfaro Orias          | Auténtico Santa Cruceño       | 53   |
| Guanacaste | Bagaces             | Daniel Alonso González             | PLP                           | 35   |
| Guanacaste | Carrillo            | Diana Cecilia Méndez Masís         | PPSD                          | 61   |
| Guanacaste | Cañas               | Alexander Elizondo Duarte          | UP                            | 56   |
| Guanacaste | Abangares           | Gerardo Alfredo Cascante Suárez    | UP                            | 66   |
| Guanacaste | Tilarán             | Katterin Alfaro López              | PLN                           | 38   |
| Guanacaste | Nandayure           | Teddy Osvaldo Zúñiga Sánchez       | PUSC                          | 28   |
| Guanacaste | La Cruz             | Luis Alonso Alan Corea             | PNG                           | 47   |
| Guanacaste | Hojancha            | Verónica Campos Barrantes          | PUSC                          | 38   |
| Puntarenas | Puntarenas          | Randall Alexis Chavarría Matarrita | PUSC                          | 54   |
| Puntarenas | Esparza             | Bienvenido Venegas Porras          | PUSC                          | 64   |
| Puntarenas | Buenos Aires        | Ana Margoth Mora Navarro           | PLN                           | 53   |
| Puntarenas | Montes de Oro       | Anthony Fallas Jiménez             | PLN                           | 31   |
| Puntarenas | Osa                 | Mainor Fernando Anchía Angulo      | PNR                           | 52   |
| Puntarenas | Quepos              | Patricia Mayela Bolaños Murillo    | PUSC                          | 63   |
| Puntarenas | Golfito             | Freiner William Lara Blanco        | PUSC                          | 48   |
| Puntarenas | Coto Brus           | Rafael Ángel Navarro Umaña         | PUSC                          | 62   |
| Puntarenas | Parrita             | Roberto Alonso Rímola Real         | PNR                           | 41   |
| Puntarenas | Corredores          | Yeison Hay Villalobos              | PLN                           | 44   |
| Puntarenas | Garabito            | Francisco José González Madrigal   | Pueblo Garabito               | 45   |
| Puntarenas | Monteverde          | Yeudy Miguel Ramírez Brenes        | PRSC                          | 38   |
| Puntarenas | Puerto Jiménez      | Enrique Segnini Saballo            | PLP                           | 55   |
| Limón      | Limón               | Ana Janniel Matarrita McCalla      | UP                            | 37   |
| Limón      | Pococí              | Manuel Hernández Rivera            | UP                            | 56   |
| Limón      | Siquirres           | Randal Black Reid                  | PLN                           | 49   |
| Limón      | Talamanca           | Rugeli Morales Rodríguez           | PUSC                          | 59   |
| Limón      | Matina              | Wálter Céspedes Salazar            | PUSC                          | 69   |
| Limón      | Guácimo             | Beatriz Mora Valverde              | Justicia Social Costarricense | 55   |